# Erwing Botaka-Ioboma
Erwing Dscho Botaka-Ioboma (russisch Эрвинг Джо Ботака-Иобома; * 5. Oktober 1998 in Puschkino) ist ein russischer Fußballspieler.

## Karriere
Botaka-Ioboma begann seine Karriere bei Lokomotive Moskau. Zur Saison 2013/14 wechselte er in die Jugend von Torpedo Moskau. Im Januar 2016 ging er zum Drittligisten Soljaris Moskau. Für Soljaris absolvierte er 16 Partien in der Perwenstwo PFL, ehe sich der Klub nach der Saison 2016/17 auflöste. Zur Saison 2017/18 kehrte er daraufhin zu Lok Moskau zurück, wo er für das Farmteam Lokomotive-Kasanka Moskau spielen sollte. Für Kasanka kam er zu acht Drittligaeinsätzen.
Im Juli 2018 wechselte Botaka-Ioboma nach Georgien zum Zweitligisten FC Samgurali Zqaltubo. Für Samgurali spielte er bis Ende der Saison 2018 zu sechs Einsätzen in der Erovnuli Liga 2. Im Januar 2019 kehrte er nach Russland zurück und wechselte zum Drittligisten Weles Moskau. Für Weles spielte er bis zum Ende der Saison 2018/19 ebenfalls sechsmal. Zur Saison 2019/20 wechselte der Verteidiger zum Zweitligisten FK Lutsch Wladiwostok. Für Lutsch gab er im Juli 2019 sein Debüt in der Perwenstwo FNL. Bis zur Winterpause kam er zu elf Zweitligaeinsätzen.
Im Januar 2020 kehrte Botoka-Ioboma wieder zum Drittligisten Weles zurück. Aufgrund des COVID-bedingten Saisonabbruchs kam er in jener Saison aber nicht mehr zum Einsatz, die Moskauer stiegen zu Saisonende dennoch in die FNL auf. In der Saison 2020/21 absolvierte er dann 38 Zweitligapartien. Zur Saison 2021/22 schloss er sich dem Erstligisten FK Ufa an. Im September 2021 gab er sein Debüt in der Premjer-Liga. Insgesamt kam er zu 13 Erstligaeinsätzen für Ufa, ehe er mit dem Klub am Ende der Saison aus der Premjer-Liga abstieg.